# Franciszek Ksawery Jasieński
Franciszek Ksawery Karol Jasieński (Jasiński) herbu Rawicz (ur. 1741 w Jasionce, rodowej wsi Jasieńskich-Rawiczów w ziemi łukowskiej) – syn Józefa (ok. 1700–1780) wicegerenta grodzkiego łukowskiego, wnuk najprawdopodobniej Jana, pisarza grodzkiego łukowskiego; sędzia parczewski w latach 1794–1795, wojski większy łukowski w latach 1790–1794, miecznik łukowski w latach 1788–1790, wojski mniejszy łukowski w latach 1781–1788, sędzia grodzki liwski.
Był konsyliarzem ziemi łukowskiej w konfederacji targowickiej.